# Мванджала, Мвинга
Мвинга Мванджала (в замужестве — Соте; англ. Mwinga Mwanjala (Sote); род. 13 января 1960) — танзанийская легкоатлетка, выступавшая в беге на средние дистанции. Участница летних Олимпийских игр 1980 и 1984 годов. Первая женщина, представлявшая Танзанию на Олимпийских играх.

## Биография
Мвинга Мванджала родилась 13 января 1960 года.
В 1974 году участвовала в Играх Британского содружества наций в Крайстчёрче. В беге на 800 метров выбыла в полуфинале с результатом 2 минуты 7,81 секунды, в беге на 1500 метров — на той же стадии (4.19,6).
В 1978 году выступала на Играх Содружества в Альберте. В беге на 1500 метров выбыла в полуфинале (4.21,37), в беге на 3000 метров заняла 7-е место (9.49,98).
В 1980 году вошла в состав сборной Танзании на летних Олимпийских играх в Москве. В беге на 800 метров заняла в четвертьфинале 5-е место, показав результат 2.05,15 и уступив 3,09 секунды попавшей в полуфинал с 4-го места Кристине Боксер из Великобритании. В беге на 1500 метров заняла в полуфинале 10-е место с результатом 4.20,84, уступив 15,01 секунды попавшей в финал с 4-го места Наталии Мэрэшеску из Румынии.
Мванджала стала первой женщиной, представлявшей Танзанию на Олимпийских играх.
В 1984 году вошла в состав сборной Танзании на летних Олимпийских играх в Лос-Анджелесе. В беге на 3000 метров заняла в полуфинале последнее, 10-е место с результатом 9.42,66, уступив 44 секунды попавшей в финал с 3-го места Венди Шай из Великобритании.

## Личные рекорды
- Бег на 800 метров — 2.05,15 (24 июля 1980, Москва)[7]
- Бег на 1500 метров — 4.19,6 (31 января 1974, Крайстчёрч)[7]
- Бег на 3000 метров — 9.38,96 (1984)[7]